# 风邪
风邪是中医学上对一类外界环境致病因素的称呼，为六淫之一。《黄帝内经》中描述为：“风者，善行而数变。”。风邪为阳邪，侵袭部位多在表、在上，具有游走性，病情变化较多且较迅速。感受风邪的常见症状有头痛、寒热汗出、遍身游走疼痛和肌肤瘙痒等。风邪常与其他病邪结合一同致病，如风寒、风热、风湿、风燥等。